# 다솔사
다솔사(多率寺)는 대한민국 경상남도 사천시 곤명면의 봉명산에 있는 사찰이다. 다솔사가 자리잡은 봉명산은 와룡산으로도 불리며, 불교식 이름인 방장산이라는 별칭도 있다. 조계종 제14교구 본사 범어사의 말사이다.
신라 지증왕 4년인 503년에 승려 연기(緣起)가 창립했다는 전설이 있다. 당시의 이름은 영악사(靈岳寺)였다. 다솔사(陀率寺)로 이름이 바뀐 것은 선덕여왕 5년인 636년이다. 이때 자장율사가 건물을 새로 지었다.
신라 문무왕 16년인 676년에는 의상이 영봉사(靈鳳寺)로 개칭하였고, 신라 말기에 도선이 증축하면서 지금의 이름을 갖게 되었다. 방장산의 형국이 대장군처럼 "많은 군사들을 거느리고 있다"(多率)는 의미에서 다솔이라 했다는 이야기 전한다. 고려 말에 나옹이 중건하였으나 임진왜란 때 소실되었다. 현재 남아 있는 건물 중 대양루는 조선 숙종 때 중건하면서 지어진 것이고, 나머지 건물은 19세기 이후에 세워졌다.
일제강점기에 항일 승려로 이름이 있던 한용운과 최범술이 기거해 유명해졌고, 김동리는 다솔사 야학에서 교사로 일하면서 소설 〈등신불〉을 썼다.
경상남도 지방유형문화재로 지정된 문화재를 4점 보유하고 있다. 18세기 양식의 누각인 대양루와 응진전, 극락전, 그리고 다솔사 산하의 보안암 석굴이다. 일주문이나 천왕문이 없고 소나무 숲으로 둘러싸여 있다. 사찰 뒤편에는 차밭이 조성되어 있다.

## 문화재

### 다솔사 보안암 석굴
다솔사보안암석굴(多率寺普安庵石窟)은 경상남도 유형문화재 제39호로 경상남도 사천시 곤양면 무고리 산43번지에 있으며 다솔사에 딸린 암자이다.
일명 미륵암(彌勒庵)이라고도 했으며 창건년대는 명확하게 전하지 않으나 기록 등으로 미루어 신라 때인 것으로 추정하기도 한다. 현재 석굴 중앙에는 돌을 쪼아 만든 석가모니의 좌상(坐像)이 안치되어 있고, 좌상 뒤 좌우에는 아주 작은 돌을 쪼아 만든 16구(具)의 나한상(羅漢像)이 배치되어 있다.

### 다솔사 대양루
다솔사대양루(多率寺大陽樓)는 경상남도 유형문화재 제83호로 다솔사 경내 입구 오른편에 웅장한 모습으로 본전과 마주하고 있다. 아래·위층의 높이가 모두 13m에 달하며, 36개의 아름드리 큰 기둥이 그 육중한 몸 전체를 떠받치고 있다. 아래층은 본래 출입문 구실을 해왔으나 누각 왼편에 새로 돌계단이 생기면서 지금은 칸막이로 창고와 기타 용도로 이용되고, 2층은 승려들의 수도장일 뿐 아니라 불교신자들의 집회장으로 널리 사용되어 왔다.

### 다솔사 극락전
다솔사극락전(多率寺極樂殿)은 경상남도 문화재자료 제148호이다.

### 다솔사 응진전
다솔사응진전(多率寺應眞殿)은 경상남도 문화재자료 제149호이다.

## 같이 보기
- 봉명산
- 다솔사대양루
- 다솔사역

## 참고자료
- 김재일 (2006년 2월 9일). “"불사 생태건축의 본보기, 다솔사"”. 붓다뉴스. 2007년 8월 19일에 원본 문서에서 보존된 문서. 2008년 6월 14일에 확인함.